# パタニ王国

パッターニー・スルターン国
 كراجأن ڤتاني

パタニ王国（パタニおうこく、ジャウィ文字: كراجأن ڤتتاني Kerajaan Patani、タイ語: อาณาจักรปัตตานี、日本語: 大泥 たいに、閩語: 北太年 Bak-Ta-Nin）は、14世紀から19世紀にかけてマレー半島に存在したマレー人王朝。マレー系王朝のなかでもいち早くイスラーム化し、マレー半島のマレー系王朝の中で一番歴史が古い。その領土は、現在のタイ王国パッターニー県を中心に展開した。

## 概要
マレー半島北部・タイ南部には古くはランカスカ王国（2世紀 - 14世紀）があり、現在のマレーシア・クダ州、クランタン州、トレンガヌ州およびタイ国のパッターニー県（パタニ）、ヤラー県（ジョロール）、ソンクラー県（シンゴラ）、サトゥーン県（ストゥール）を領有していた。この王朝は初期にはヒンドゥー教を国教として、6世紀から7世紀に経済的に最も繁栄したが、その後、主要な貿易の集積地としては没落した。政治的な状況から示唆されているのは、11世紀のチョーラ朝による侵攻を期に、ランカスカ王国は商人の訪れる主要な商業港としての役割を終えたということである。しかしながら、没落の大きな原因は海岸線の沈泥であることが、ランカスカ王国の重要な遺跡のほとんどが海から約15kmも内陸部に位置しているという事実によって示されている。
13世紀、ランカスカ王国は、ヒンドゥー=仏教帝国シュリーヴィジャヤ王国の属国となってパレンバンへ遷都し、パタニ王国が成立した。シュリーヴィジャヤ王国は南シナ海の貿易を支配し、マラッカ海峡を通過する全ての貿易から通行料を徴収した。マレー文化はクメール王国と古代都市ナコーンパトムへ大きな影響を与えた。
13世紀中期、イスラーム帝国の基礎が築かれたと考えられており、そのときラジャ・スリ・ワンサ（Ismail Shah）によってパタニの名を戴いたが、彼がマレー半島東海岸で遷都する場所を指さし、「パンタイ・イニ（この浜にしよう）」と叫んだことが発端となっていると地元の伝承は言う。別の伝承によると遷都するかなり前にパック・タニ（Pak Tani、タニおじさんの意）という有徳者が住んでいたためそう呼ばれるようになったとする。別の説では、その伝承は盤盤のものと指摘している。いずれにせよ、遷都当時の首都は現在のパッターニー県ムアンパッターニー郡ではなく現在のマスジド・クルーセ付近で、このパタニ王国は現在マレー王朝のなかで一番古いイスラム王国であると考えられている。
マレー半島東海岸のパタニは南シナ海貿易の要港で、古くから中国商船が来航し、琉球王国とも通好関係があった。1511年のマラッカ王国がポルトガルによって陥落させられ、イスラム商人によるマレー貿易の中心がパタニに移っていたため、パタニ王国はインド人ムスリムの商人が以前よりも頻繁に訪れるようになっていた。1516年にはポルトガル人の探検家ゴディーニョ・デ・エレディアがパタニの地を踏んだことで、パタニ王国は西洋にも知られるようになった。16、17世紀の大航海時代にはポルトガル、オランダ、イギリスが商館を構え、日本からも朱印船が渡来し日本人街もあったという。
一方でパタニ王国はスコータイ王国、アユタヤ王国などの支配下にあった。スルタン・ムザファル・シャー（Sultan Mudhaffar Shah、1530年 - 1564年）は一度軍隊をもってこの支配を退けようとしたが、戦いの最中不審な死を遂げている。
この頃のパタニには女王が続き、ラジャ・ヒジャウ（1584年 - 1616年）、ラジャ・ビル（1616年 - 1624年）、ラジャ・ウング（1624年 - 1635年）、ラジャ・クニン（1635年 - 1649年）の4女王の時期には黄金期を迎えた。4女王はパハン王国やジョホール王国に援軍を求めアユタヤ王朝と反目している。特にラジャ・ウングの反目の時にパタニ軍と交戦したのがタイ政府が派遣した山田長政である。
中国華南地方からの移住者（いわゆる華僑）が増え、イスラーム化し官吏として仕えたという記録も残っている。現に日本への公文書のほとんどは中国人の署名であった。このような状況下でスマトラ島北部のアチェ王国とは商売敵となった。
アユタヤ王朝がビルマに滅ぼされると、パタニ王国は完全に自立したが、バンコクに小タイ族の王朝であるチャクリー王朝が成立し、その君主・ラーマ1世は1795年から96年にかけてパタニを再び征服し、小邦に分割して支配した。1902年にはラーマ5世（チュラーロンコーン王）のチャクリー改革の一環としてパタニ諸邦は中央政府の直接統治下に編入されたが、住民のイスラーム意識が災いし、その後も暴動・反乱が絶えなかった。
現在でも旧パタニ領の一部の地域である深南部三県では、住民のタイ政府に対する反発と、黄金時代のパタニへのあこがれから、パタニ王国再興を大義名分にした分離独立運動の動きがある 。